# Disque de transition

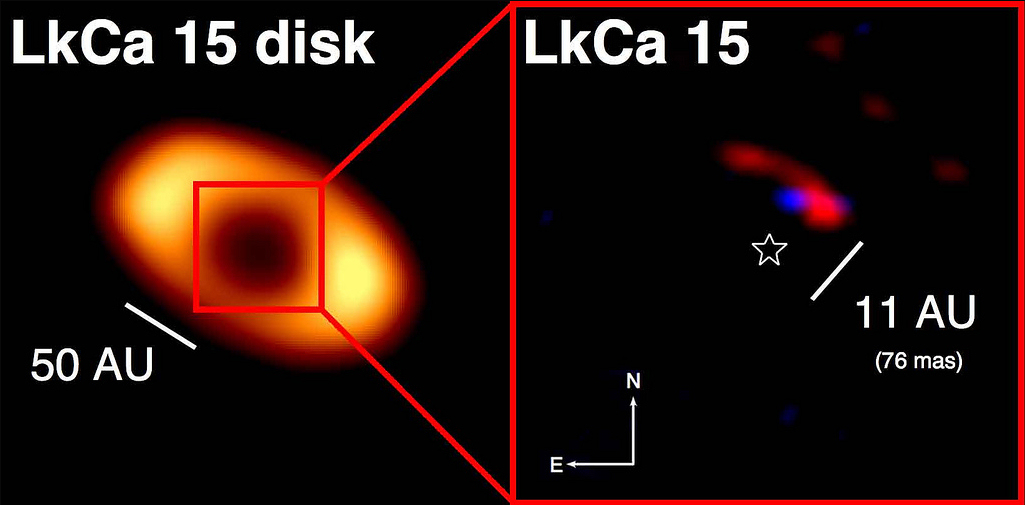
Disque de transition autour de l'étoile LkCa15, à droite, détail de l'image du trou intérieur sans poussière avec l'emplacement de l'étoile marqué.

Un disque de pré-transition, puis un disque de transition, est un disque circumstellaire constitué de gaz et de poussières et évoluant de l'état de disque protoplanétaire à celui de disque de débris.

## Description et origine
On sait que les jeunes disques de matières émettent des rayonnements dans l'infrarouge car ils sont chauffés par leur étoile centrale à des températures supérieures à celle de la poussière interstellaire ambiante. Cependant, on sait également qu'au bout d'environ cinq millions d'années, pratiquement toutes les étoiles ne montrent plus de signe de la présence d'un disque chaud les entourant, ce qui laisse penser que la plupart des disques circumstellaires (ou tout du moins ceux autour d'étoiles de taille similaire à celle du Soleil) ont disparu dans cet intervalle de temps : la matière du disque a soit été accrétée par l'étoile, soit formé des planètes ou des corps plus petits, soit été dispersée par évaporation ultraviolette ou par les vents émis par l'étoile. Les disques de transition sont l'étape intermédiaire entre ces deux stades extrêmes de l'évolution des disques circumstellaires : ils n'ont pas encore été déplétés mais, malgré leur présence, ils n'émettent que peu dans l'infrarouge mais plutôt à des températures plus basses.
Storm et al. (1989) définissent les disques de transition comme étant des disques dont les régions internes sont relativement vide de matière mais dont les régions externes contiennent encore une quantité importante de poussière. Sean Andrew les décrit pour sa part en disant qu'il s'agit de disques avec une grande réduction de la profondeur optique proche de l'étoile, c'est-à-dire qui présente une "cavité" ou un "trou" dans cette zone. Selon Andrews, cette cavité a un rayon entre 15 et 75 unités astronomiques et contient entre 10 000 et un million de fois moins de matière que le disque. Le disque externe est de densité similaire, quoique généralement légèrement supérieure, aux disques « normaux ». Il précise par ailleurs que, en général, ces systèmes continuent d'accréter. Selon Sean Andrews, la cavité interne au disque pourrait résulter de la présence d'une planète géante très jeune (environ un million d'années).
Subhanjoy Mohanty et al. (2014) décrivent ces disques en les comparant aux T Tauri et aux disques de pré-transition. Les étoiles T Tauri classiques (CTTS pour l'anglais Classical T Tauri Stars) sont des étoiles récemment formées entourées par un disque d'accrétion dont la limite interne est située à seulement quelques rayons stellaires de l'étoile (troncation magnétosphérique) et dont le taux d'accrétion vers l'étoile est de l'ordre de 10-8 masses solaires par an. De leur côté, les disques de transition comportent une grande cavité de l'ordre de quelques unités astronomiques à quelques dizaines d'unités astronomiques et dont le taux d'accrétion vers l'étoile est généralement bien moindre. La cavité pourrait être sculptée par des planètes ou la photoévaporation. Les disques de pré-transition sont constitués d'un disque interne et d'un disque externe séparés par une grande lacune (gap). Leur taux d'accrétion est similaire à celui des CTTS. Leur cavité pourrait être sculptée par des planètes.

## Population
Selon Muzerolle et al. (2010), ce type d'objet serait rare : il y en aurait autour d'environ 1 % des étoiles après 1 million d'années et autour d'environ 10 % après 3 millions d'années.

## Exemples
- Disque autour de LkCa 15 (V1079 Tau)[4],[5]
- Disque autour de UX Tauri A (UX Tau A)[4]
- Disque autour de ROX 44[4]
- Disque autour de Oph-IRS 48 (Oph IRS 48)[6]
- Disque autour de HD 169142[7]
- Disque autour de T Chamaeleontis (T Cha)[8],[9]
- Disque autour de HD 142527[10]
- Disque autour de SR 21